# Lohwinden

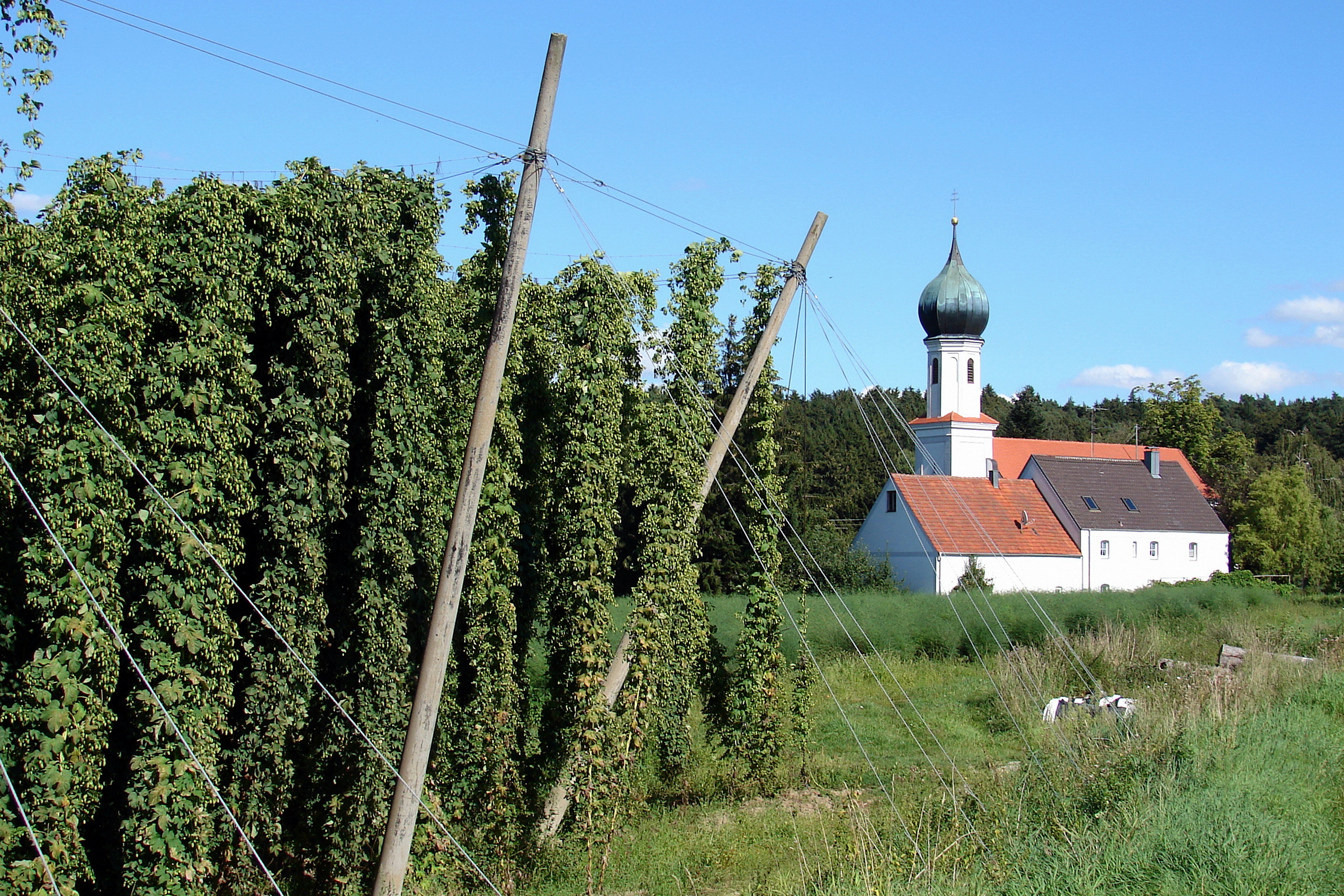
Lohwinden im Herz der Hallertau

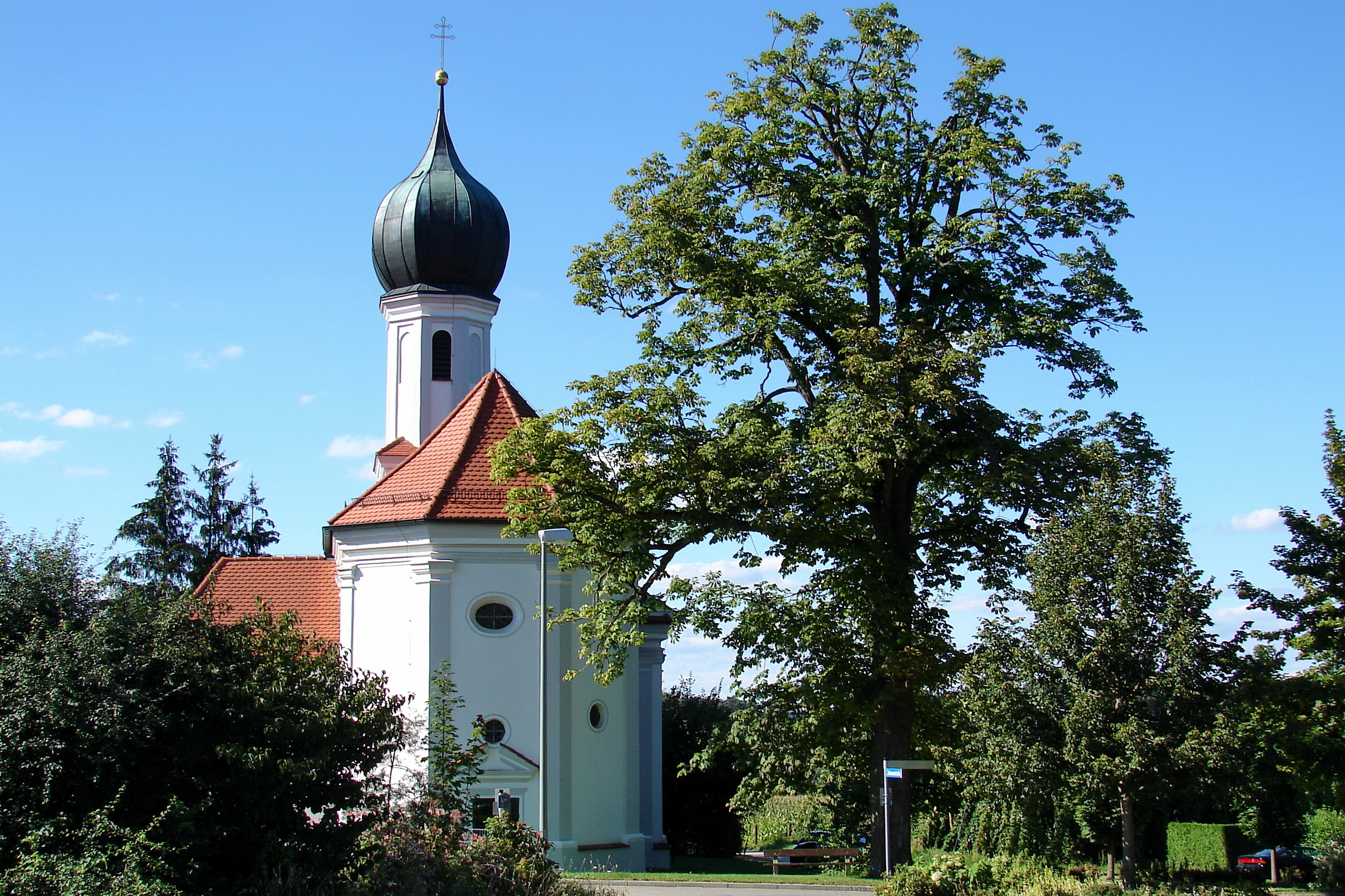
Wallfahrtskirche Mariae Geburt

Lohwinden ist ein Kirchdorf im oberbayerischen Markt Wolnzach, Landkreis Pfaffenhofen an der Ilm. 

## Geographie
Der kleine Ort besteht aus zwei landwirtschaftlichen Anwesen, normalen Wohngebäuden, der Wallfahrtskirche und einem Dorfweiher. Die Entfernung zum Bahnhof Rohrbach (Ilm) beträgt knapp zwei Kilometer, zum Wolnzacher Marktplatz sind es etwa drei Kilometer. Da der Charakter des Ortes erhalten bleiben soll, ist es nur in Ausnahmefällen möglich, dort zu bauen. Ende 2022 zählte Lohwinden 75 Einwohner.

## Wallfahrtskirche
Die katholische Wallfahrtskirche Mariae Geburt in Lohwinden ist ein beliebtes Fotomotiv und geht zurück auf die Heilung eines stummen Hirten im Jahre 1666, der beim Beten des Ave Maria an einem Marienstandbild seine Sprache wiedererlangt haben soll. Nachdem sich diese Nachricht verbreitete, suchten die Menschen aus der Umgebung Lohwinden auf. 1679 wurde dort eine Kapelle gebaut, 22 Jahre später begann der Bau von Langhaus und Turm der heutigen Wallfahrtskirche unter Einbeziehung des Chores mit Stichkappentonne von 1679. Die barocke Saalkirche mit Pilastergliederung, eingezogenem Polygonalchor und nordwestlichem Turm mit oktogonalem Glockengeschoss und Zwiebelhaube wurde nach neun Jahren Bauzeit fertiggestellt und im Jahre 1711 geweiht. Das Langhaus verfügt über ein Tonnengewölbe.

## Geschichte
Lohwinden war ursprünglich eine Ansiedlung von Wenden aus dem Gebiet Böhmen. Darauf weist auch die Wendenstraße hin, die vom benachbarten Markt Wolnzach nach Lohwinden führt. In der Region gibt es weitere Orte, deren Namen auf diese ursprüngliche Besiedlung hinweist: Geisenfeldwinden, Beigelswinden, Winden am Aign, Winden bei Scheyern und Winden bei Zuchering.
Lohwinden war ein Ortsteil der Gemeinde Burgstall und wurde mit dieser im Zuge der Gebietsreform in Bayern am 1. Juli 1971 in den Markt Wolnzach eingegliedert.